# Isaac Brock
Isaac Brock (ur. 6 października 1769, zm. 13 października 1812) – brytyjski generał i administrator, bohater narodowy Kanady. 
Urodził się w Saint Peter Port na wyspie Guernsey, jako ósmy syn średnio zamożnej rodziny. Rozpoczął karierę w armii brytyjskiej w 1785 jako chorąży (ang. ensign), w wieku lat 15. W 1791 otrzymał stopień kapitana i został przeniesiony do 49 pułku piechoty (49th Regiment of Foot). W 1797 otrzymał stopień podpułkownika (lieutenant colonel) i objął dowództwo nad pułkiem. W 1799 jego pułk brał udział w walkach w Holandii. W 1801 pułk Brocka miał wziąć udział w szturmie Kopenhagi, do którego jednak nie doszło gdyż bitwa o miasto została rozstrzygnięta na morzu. W 1802 Brock wraz ze swoim pułkiem został wysłany do Kanady. W 1807 awansował na generała brygady (brigadier general), a w 1811 na generała-majora (major general), po czym został wyznaczony tymczasowym gubernatorem-porucznikiem prowincji Górna Kanada. Podczas wojny brytyjsko-amerykańskiej dowodził siłami brytyjskimi broniącymi prowincję i dzięki serii śmiałych operacji zdołał powstrzymać amerykańskie próby inwazji w pierwszym roku wojny. Zginął w zwycięskiej bitwie pod Queenston Heights.
Jego imieniem nazwany został Uniwersytet Brock w St. Catharines.
Poznał słynnego wodza Indian Tecumseha, który podzielał jego poglądy
na temat stworzenia państwa indiańskiego pomiędzy Stanami a Kanadą. Państwo indiańskie dzięki temu mogło być w stałej sile militarnej oraz osłoną przeciwko Amerykanom, którzy próbowali zniszczyć ten cel. Ostatecznie działania Isaaca Brocka i Tecumseha spełzły na niczym poprzez śmierć Isaaca Brocka pod Queenston Heights.